# Mercie
Pour les articles ayant des titres homophones, voir Mercy et Merci.
527 ? – 919
Entités suivantes :
- Wessex

La Mercie (en anglais : Mercia) est l'un des principaux royaumes anglo-saxons du haut Moyen Âge. Le cœur du royaume correspond aux Midlands, région centrale de l'Angleterre, mais il s'est étendu au-delà de cette région au cours de son histoire, en particulier au VIIIe siècle, sous les règnes d'Æthelbald et Offa. Durement touché par les invasions vikings, il disparaît au début du Xe siècle, absorbé par son voisin méridional le Wessex.

## Étymologie
En vieil anglais, mierce dénomme les « gens de la marge », soit les guerriers habitant des marches militaires. Mercia est la forme latinisée de ce nom. On considère généralement que ce nom fait référence à la situation de la Mercie à la frontière du pays de Galles.

## Histoire

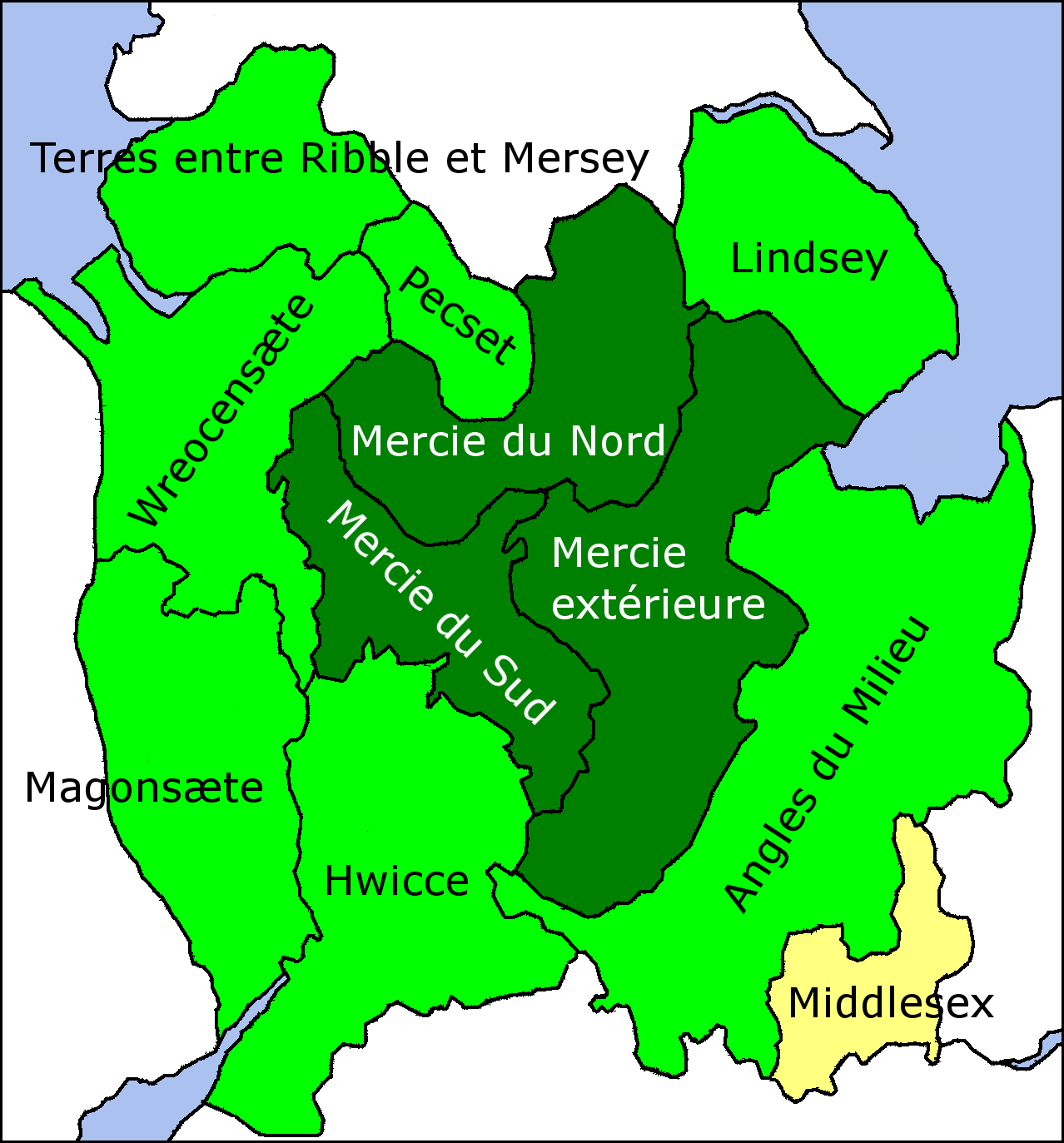
Expansion du royaume de Mercie : VI (vert foncé), VII (vert clair), VIII (jaune).

### Fondation
Faute de sources, les origines de la Mercie sont mal connues. D'après la Vie de saint Guthlac, le fondateur du royaume est un certain Icel, un personnage semi-légendaire qui aurait conduit son peuple en Angleterre au VIe siècle. Le premier roi de Mercie mentionné par Bède le Vénérable est Cearl, le beau-père du roi de Northumbrie Edwin, qui aurait régné vers le début du VIIe siècle. Cependant, aucun Cearl ne figure dans les généalogies royales merciennes.
Au-delà des familles royales, la Mercie semble avoir émergé sous la forme d'une confédération de peuples des Midlands, avec notamment les Tomsæte dans la vallée de la Tame, les Wreocensæte autour du Wrekin, les Magonsæte autour de Hereford et les Pecsætan dans le Peak District. Le cœur du royaume semble avoir été la haute vallée de la Trent, dans l'actuel Staffordshire, où se trouve la résidence royale de Tamworth,.
Dans l'ensemble, il est difficile d'affirmer quoi que ce soit de certain concernant la Mercie jusqu'au règne de Penda, dans le deuxième quart du VIIe siècle. Celui-ci apparaît dans l'œuvre de Bède comme le champion du paganisme anglo-saxon face aux rois chrétiens de Northumbrie : il bat Edwin en 633, puis Oswald en 642, avant d'être à son tour vaincu et tué en 655. Le christianisme devient la religion du royaume sous le règne de son fils Wulfhere (658-675), avec la fondation de l'évêché de Lichfield.

### Apogée
La puissance mercienne connaît son apogée au VIIIe siècle, sous les règnes d'Æthelbald et Offa. Ceux-ci imposent leur autorité sur les autres royaumes du sud de l'Angleterre : l'Est-Anglie, l'Essex, le Kent et le Sussex. La Mercie possède même brièvement son propre archevêque en la personne de l'évêque de Lichfield Hygeberht. Au XIXe siècle, certains historiens y ont vu les prémices de l'unification de l'Angleterre, mais les historiens actuels sont plus réservés à ce sujet. Ils rappellent qu'en l'absence de sources merciennes, on ignore les objectifs exacts des rois conquérants Æthelbald et Offa, qui ne semblent jamais s'être considérés comme des « rois d'Angleterre » à proprement parler.

### Déclin
La domination mercienne connaît une période de reflux à partir du début du IXe siècle, avec des insurrections dans le Kent et en Est-Anglie. Le Wessex profite de cet affaiblissement pour substituer son autorité à celle de la Mercie sur le sud-est de l'Angleterre après la bataille d'Ellendun, en 825. Après la mort du roi Cenwulf, en 821, la royauté mercienne est disputée entre différentes familles qui représentent peut-être chacune l'un des peuples constitutifs du royaume.
Les invasions danoises touchent durement la Mercie, dont la moitié orientale est conquise par la Grande Armée païenne en 877 et devient partie du Danelaw. Æthelred reconnaît la suzeraineté du roi du Wessex Alfred le Grand et épouse sa fille Æthelflæd. Ils parviennent à reconquérir une partie des terres prises par les Danois. Après la mort d'Æthelflæd, la Mercie est directement rattachée au Wessex en 919 par son frère Édouard l'Ancien. La région conserve néanmoins une identité propre : malgré l'extension du système saxon des comtés à la Mercie, on trouve mention des Magonsætan et des Wreocensætan jusqu'au XIe siècle, et des comtes de Mercie existent jusqu'à la conquête normande de l'Angleterre, en 1066.

## Dialecte

La croix de saint Alban, un emblème attribué a posteriori au royaume de Mercie.

Le mercien est l'un des quatre dialectes identifiés du vieil anglais. Il est principalement attesté par les gloses insérées entre les lignes du texte latin dans le Psautier Vespasien et l'Évangéliaire de Rushworth, ainsi que par quelques textes de moindre importance et des mots isolés figurant dans des glossaires.